# Ulrika Babiaková
| Odkryte planetoidy: 14 | Odkryte planetoidy: 14 | Odkryte planetoidy: 14 |
| ---------------------- | ---------------------- | ---------------------- |
| (15053) Bochníček      | 17 grudnia 1998        |                        |
| (22185) Štiavnica      | 29 grudnia 2000        |                        |
| (22644) Matejbel       | 27 lipca 1998          |                        |
| (49436) 1998 YX2       | 17 grudnia 1998        |                        |
| (72062) 2000 YR17      | 24 grudnia 2000        |                        |
| (72070) 2000 YC33      | 31 grudnia 2000        |                        |
| (82809) 2001 QK33      | 17 sierpnia 2001       |                        |
| (82908) 2001 QU100     | 19 sierpnia 2001       |                        |
| (104650) 2000 GY132    | 9 kwietnia 2000        |                        |
| (109096) 2001 QJ33     | 16 sierpnia 2001       |                        |
| (123613) 2000 YQ17     | 24 grudnia 2000        |                        |
| (123647) Tomáško       | 31 grudnia 2000        |                        |
| (165712) 2001 QV33     | 17 sierpnia 2001       |                        |
| (334076) 2001 QW33     | 17 sierpnia 2001       |                        |
| 1. 2.                  |                        |                        |

Ulrika Babiaková (ur. 3 kwietnia 1976 w Bańskiej Szczawnicy, zm. 3 listopada 2002 w Pieszczanach) – słowacka astronom.

## Życiorys
Ukończyła astronomię i astrofizykę na Uniwersytecie Komeńskiego w Bratysławie w 1999 roku. Dalej kształciła się na Uniwersytecie Konstantyna Filozofa w Nitrze i Uniwersytecie Mateja Bela w Bańskiej Bystrzycy. W 2001 roku odbyła staż na Uniwersytecie Jagiellońskim w Krakowie.
Była żoną astronoma Petera Kušniráka. Interesowała się materią międzyplanetarną oraz fotometrią planetoid, a także nauczaniem i popularyzacją astronomii. W latach 1998–2001 współodkryła 14 planetoid, z czego 11 razem z mężem. Zmarła w wypadku w wieku zaledwie 26 lat.
Na jej cześć jej mąż, Peter Kušnirák, jedną z odkrytych przez siebie planetoid nazwał (32531) Ulrikababiaková.